# Orjahovo

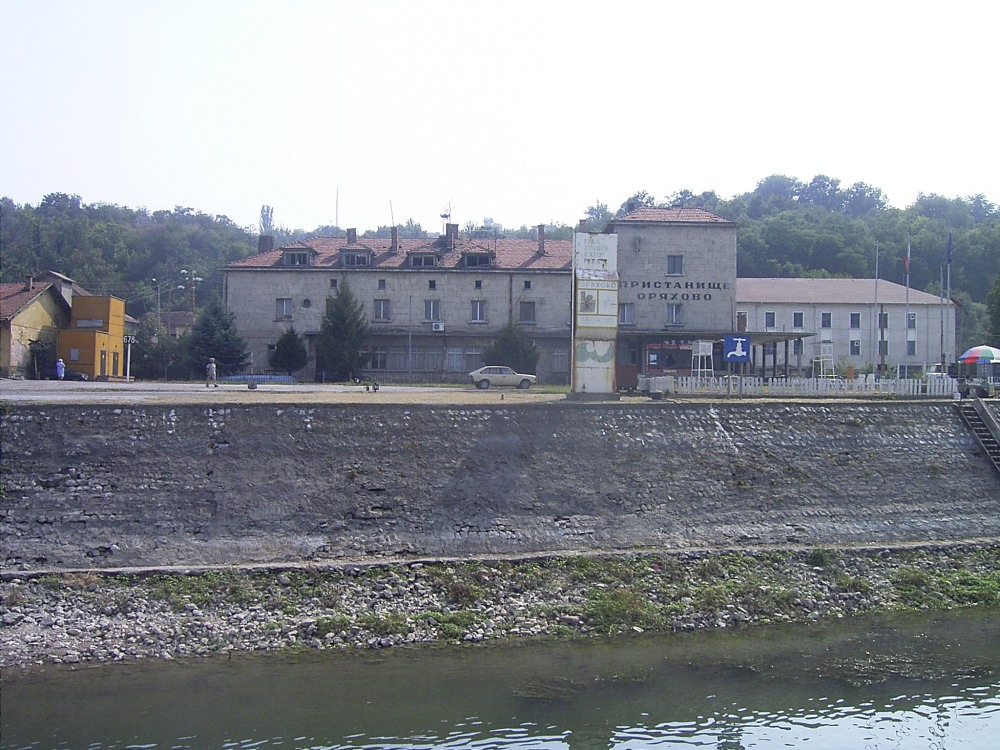
Az orjahovoi kikötő a Duna felől

Orjahovo város (Оряхово) Bulgária északnyugati részén, a Duna jobb partján. Szemben vele a Duna túlpartján Bechet városa fekszik, amellyel kompjárat köti össze. 2005 decemberében 6651 lakosa volt.

## Történelem
1876-ban a közelben szállt partra Hriszto Botev és 200 társa, hogy csatlakozzanak az áprilisi felkeléshez. A kikötőben ennek emlékére Botev szobra áll.

## Múzeumok
- Archeológiai múzeum
- Néprajzi múzeum
- Galéria